# سیستم‌های کنترل تاب‌آور
در جامعه مدرن ما، سیستم‌های کنترل دیجیتالی یا رایانه‌ای برای اتوماسیون قابل اعتماد بسیاری از عملیات صنعتی که مسلم می‌گیریم، از نیروگاه گرفته تا خودروهایی که رانندگی می‌کنیم، استفاده شده‌اند. با این حال، پیچیدگی این سیستم‌ها و نحوه ادغام طراحان، نقش‌ها و مسئولیت‌های انسان‌هایی که با سیستم‌ها در تعامل هستند، و امنیت رایانه این سیستم‌های بسیار شبکه‌ای، منجر به ایجاد الگوی جدیدی در فلسفه تحقیقاتی برای کنترل نسل بعدی شده‌است. سیستم‌های. سیستم‌های کنترل انعطاف‌پذیر همه این عناصر و رشته‌هایی را که به طراحی مؤثرتری کمک می‌کنند، مانند روان‌شناسی شناختی، علوم رایانه، و مهندسی کنترل برای توسعه راه‌حل‌های میان رشته‌ای در نظر می‌گیرند. این راه‌حل‌ها مواردی مانند نحوه تنظیم نمایشگرهای عملیاتی سیستم کنترل را در نظر می‌گیرند تا به بهترین نحو کاربر را قادر به پاسخگویی دقیق و قابل تکرار کند، نحوه طراحی حفاظت‌های امنیت سایبری به گونه‌ای که سیستم با تغییر رفتارهایش از خود در برابر حمله دفاع کند، و نحوه بهتر انجام دادن یکپارچه سازی سیستم‌های کنترل کامپیوتری با توزیع گسترده برای جلوگیری از خرابی‌های آبشاری که منجر به اختلال در عملیات صنعتی حیاتی می‌شود. در زمینه سامانه فیزیکی-سایبری، سیستم‌های کنترل تاب آور (انگلیسی: Resilient control systems) یا سیستم‌های کنترل انعطاف‌پذیر جنبه‌ای هستند که به دلیل اهمیت آن در عملیات حیاتی صنعتی ما، بر وابستگی‌های متقابل منحصربه‌فرد یک سیستم کنترل در مقایسه با سیستم‌ها و شبکه‌های کامپیوتری فناوری اطلاعات تمرکز می‌کنند.

## مقدمه
توسعه سیستم‌های کنترل دیجیتال که در ابتدا برای ارائه مکانیزم کارآمدتر برای کنترل عملیات صنعتی در نظر گرفته شده بود، انعطاف‌پذیری را در یکپارچه‌سازی حسگرهای توزیع‌شده و منطق عملیاتی و در عین حال حفظ یک رابط متمرکز برای نظارت و تعامل انسانی فراهم می‌کرد. این سهولت افزودن آسان حسگرها و منطق از طریق نرم‌افزار که زمانی با رله‌ها و ابزارهای آنالوگ ایزوله انجام می‌شد، منجر به پذیرش و ادغام گسترده این سیستم‌ها در تمامی صنایع شده‌است. با این حال، این سیستم‌های کنترل دیجیتال اغلب در فازهایی یکپارچه شده‌اند تا جنبه‌های مختلف یک عملیات صنعتی را پوشش دهند، از طریق یک شبکه متصل شده و منجر به یک سیستم پیچیده به هم پیوسته و وابسته به هم می‌شوند. در حالی که تئوری کنترل اعمال شده اغلب چیزی بیش از نسخه دیجیتالی مشابه آنالوگ آنها نیست، وابستگی سیستم‌های کنترل دیجیتال به شبکه‌های ارتباطی، نیاز به امنیت سایبری را به دلیل اثرات بالقوه بر محرمانگی، یکپارچگی و در دسترس بودن اطلاعات تشدید کرده‌است؛ بنابراین، برای دستیابی به انعطاف‌پذیری در نسل بعدی سیستم‌های کنترل، پرداختن به وابستگی‌های متقابل سیستم کنترل پیچیده، از جمله تعامل سیستم‌های انسانی و امنیت سایبری، یک چالش شناخته شده خواهد بود.

## تعریف تاب آوری
اصل و اساس تاب آوری توانایی سازگار ماندن در شرایط سخت و سپس تغییر مسیر دادن به شرایط جدید است.تحقیقات در زمینه مهندسی تاب آوری در دهه گذشته در دو حوزه سازمانی و فناوری اطلاعات متمرکز شده‌است. تاب آوری سازمانی به توانایی سازمان‌ها برای پیش بینی، آمادگی و پاسخ گویی به تغییرات مستمر محیط اشاره می‌کند و به ظرفیت سازمان برای انطباق با مشکلات و بهره برداری از فرصت‌های ایجاد شده در محیط متغیر می‌پردازد. تاب آوری سازمانی، ترکیبی از ظرفیت سازمان برای بازگرداندن کارایی پس از اختلال و ایجاد قابلیت‌های لازم قبل از پاسخ به بحران است.تاب آوری سازمانی توانایی سازمان را برای سازگاری و بقا در مواجهه با تهدیدات، از جمله پیشگیری یا کاهش شرایط ناامن، خطرناک یا مخاطره آمیز که موجودیت آن را تهدید می‌کند، در نظر می‌گیرد. انعطاف‌پذیری فناوری اطلاعات از دیدگاه‌های متعددی مورد توجه قرار گرفته‌است. تاب‌آوری شبکه‌ای به عنوان کیفیت خدمات در نظر گرفته شده‌است. محاسبات موضوعاتی مانند قابلیت اطمینان و عملکرد در مواجهه با تغییرات پیش‌بینی نشده را در نظر گرفته‌است. با این حال، بر اساس کاربرد دینامیک کنترل در فرآیندهای صنعتی، عملکرد و جبر ملاحظات اولیه هستند که توسط اهداف سنتی فناوری اطلاعات در نظر گرفته نمی‌شوند.
با توجه به پارادایم سیستم‌های کنترل، یک تعریف پیشنهاد شده‌است که «سیستم‌های کنترل ارتجاعی آنهایی هستند که نوسانات را از طریق ساختار، پارامترهای طراحی، ساختار کنترل و پارامترهای کنترلی تحمل می‌کنند». با این حال، این تعریف از دیدگاه کاربرد تئوری کنترل در یک سیستم کنترل گرفته شده‌است. در نظر گرفتن عامل مخرب و امنیت سایبری به‌طور مستقیم در نظر گرفته نمی‌شود، که ممکن است تعریف «بازسازی مؤثر کنترل تحت حمله دشمنان هوشمند» را پیشنهاد کند. با این حال، این تعریف تنها بر انعطاف‌پذیری در پاسخ به یک بازیگر بدخواه تمرکز می‌کند. برای در نظر گرفتن جنبه‌های فیزیکی-سایبری سیستم کنترل، تعریفی برای تاب‌آوری، تعامل انسانی خوش‌خیم و مخرب را، علاوه بر وابستگی‌های متقابل پیچیده کاربرد سیستم کنترل، در نظر می‌گیرد.
استفاده از اصطلاح «بازیابی» در زمینه انعطاف‌پذیری به کار رفته‌است، به موازات پاسخ یک توپ لاستیکی برای دست نخورده ماندن در هنگام وارد شدن نیرو به آن و بازیابی ابعاد اولیه آن پس از حذف نیرو. با در نظر گرفتن توپ لاستیکی از نظر یک سیستم، انعطاف‌پذیری را می‌توان به عنوان توانایی آن برای حفظ سطح مطلوب عملکرد یا نرمال بودن بدون عواقب جبران‌ناپذیر تعریف کرد. در حالی که انعطاف‌پذیری در این زمینه بر اساس قدرت تسلیم توپ است، سیستم‌های کنترل نیاز به تعامل با محیط دارند، یعنی حسگرها، دریچه‌ها، پمپ‌ها که عملیات صنعتی را تشکیل می‌دهند. برای واکنش نشان دادن به این محیط، سیستم‌های کنترل نیاز به آگاهی از وضعیت آن دارند تا تغییرات اصلاحی در فرایند صنعتی برای حفظ حالت عادی ایجاد کنند. با در نظر گرفتن این موضوع، با در نظر گرفتن جنبه‌های فیزیکی-سایبری مورد بحث یکپارچه سازی سیستم‌های انسانی و امنیت سایبری، و همچنین تعاریف دیگر برای انعطاف‌پذیری در سطح زیرساخت حیاتی گسترده‌تر، موارد زیر را می‌توان به عنوان یک تعریف استنباط کرد. سیستم کنترل ارتجاعی:
«یک سیستم کنترل انعطاف‌پذیر سیستمی است که آگاهی وضعیت و سطح پذیرفته شده‌ای از نرمال بودن عملیات را در پاسخ به اغتشاشات، از جمله تهدیدهایی با ماهیت غیرمنتظره و مخرب حفظ کند»